# Trichobius jubatus
Trichobius jubatus är en tvåvingeart som beskrevs av Wenzel 1976. Trichobius jubatus ingår i släktet Trichobius och familjen lusflugor.
Artens utbredningsområde är Venezuela. Inga underarter finns listade i Catalogue of Life.